# 形狀

四個三角形，左邊的二個三角形全等，第三個三角形和前二個相似，第四個不全等也不相似，不過是同胚

形狀是一物體或其外部邊界、輪廓及其表面所組成的，和物體的其他特性（如顏色、紋理、材料組成等）無關。形狀也可以是由邊或曲線或以上兩種東西的結合來形成的封閉空間，
心理學家認為人在心裡會將影像分解為一些簡單的幾何形狀，稱為幾何子。像圓錐及球就是幾何子的例子。
物件的形狀可以以基本的幾何物件如點、直線、曲線、平面等等描述。對於二維以上的物件，可以透過切面或投影的形狀來減少形狀的維數。
形狀不受視角和方向的改變影響。可是，鏡象可以稱為不同的形狀。若物件的尺度，形狀有可能不同。例如當在橫軸和縱軸中的尺度不同，球會變成扁球體。即是說，保存對稱軸在保存形狀方面頗重要。
若兩個圖形的形狀相同，即是說它們相似。
放大縮小會改變大小而非形狀；旋轉和平移會保留大小和形狀。

## 簡單形狀的分類

許多的多边形

許多簡單的形狀可以加以分類，例如多边形可以依其邊的個數分為三角形、四邊形、五边形等。每一種分類也可以再細分，例如三角形可以分為正三角形、等腰三角形、銳角三角形、鈍角三角形、直角三角形等，而四邊形也可以分為矩形、菱形、梯形、正方形等。
其他常見的形狀有点、直线、平面，以及像椭圆、圆、抛物线等圓錐曲線。
常見的三維形狀有由許多平面組成的多面體、蛋形或是球形的椭球、圓柱及圆锥等。
若一個物體外形屬於某一分類或是接近某一分類，就可以用那種分類來形容其形狀。例如窨井盖的形狀為圆盘，因為它外形近似一個真實的圓盤。

## 幾何中的形狀
有幾種方式可以比較兩個物體的形狀：
- 全等：若兩個物體可以透過一連串的旋轉、平移及鏡射，讓一個物體變成另一個物體，這兩個物體稱為全等。
- 相似：若兩個物體可以透過一連串的旋轉、平移及鏡射，再加上長寬等比例的放大縮小，讓一個物體變成另一個物體，這兩個物體稱為相似。
- 同痕：若一個物體可以透過一連串變換（但不包括穿洞，也不能「撕破物體」）變為另一個物體，這兩個物體稱為同痕。

兩個相似或是全等的物體若需要透過鏡射才能讓一個物體變為另外一個，有些定義下也會將他們視為是不同的形狀。例如字母b和d是彼此的鏡射，因此它們全等也相近，但在有些定義下這二個會視為是不同的形狀。有時只有物體的輪廓及外部邊界會用來確認其形狀。例如空心的圓球可能會和實心的圓球視為是相同的形狀。許多科學領域會用Procrustes分析來確認二個物體是否有相同的形狀，或是量測二個形狀之間的差異。在高等數學中，擬等距同構也是判斷二個形狀是否近似相等的準則之一。
簡單的形狀多半可以分為簡單的幾何物件，例如點、線、曲線、平面或是幾何圖形（如正方形或是圓）或是立體圖形（例如立方體或是球）。但是許多真正世界的圖形複雜的多，像是樹木的結構或是海岸線不一定可以用傳統的數學來描述，可能需要透過微分幾何或是碎形來分析。

## 形狀分析
上述有關形狀的數學定義已用在統計形狀分析的領域中。Procrustes分析是比較類似物體（例如不同動物的骨骼）形狀，或是量測可變形物體的變形時都會用到。也有其他方式可用在非剛性的物體上，例如位置无关的形状检索（例如頻谱形状分析）。